# Marquesado de Valparaíso
El marquesado de Valparaíso es un título nobiliario español, creado por el rey Felipe IV el 19 de octubre de 1632, a favor de Francisco González de Andía Irarrázabal y Zárate, I vizconde de Santa Clara de Avedillo, virrey de Navarra y de Galicia. El archiduque Carlos concedió la grandeza de España, el 20 de agosto de 1721, posteriormente ratificada en 1726 por el rey Felipe V.
Su denominación hace referencia a la ciudad chilena de Valparaíso.

## Marqueses de Valparaíso
|                        | Titular                                                      | Periodo                |
| Creación por Felipe IV | Creación por Felipe IV                                       | Creación por Felipe IV |
| ---------------------- | ------------------------------------------------------------ | ---------------------- |
| I                      | Francisco González de Andía-Irarrázabal y Zárate             | 1632-1659              |
| II                     | Bernardo Gónzález de Andía-Irarrázabal y Enríquez de Toledo  | 1659-1672              |
| III                    | Sebastián González de Andía-Irarrázabal y Enríquez de Toledo | 1672-1698              |
| IV                     | Bartolomé González de Andía-Irarrázabal y Howard             | 1698-1734              |
| V                      | Juan José González de Andía-Irarrázabal y Salazar            | 1734-1741              |
| VI                     | Cristóbal de Valda y de Andía Irarrázabal                    | 1741-1760              |
| VII                    | Cristóbal Francisco Valda y Carroz                           | 1760-1800              |
| VIII                   | José Joaquín Valda y Maldonado                               | 1800-1826              |
| IX                     | Ana Agapita Valda y Teijeiro de Rocafull                     | 1826-1854              |
| X                      | José Eusebio de Bernuy y Valda                               | 1855-1856              |
| XI                     | Francisco de Paula de Bernuy Osorio de Moscoso y Valda       | 1857-1873              |
| XII                    | María del Carmen de Bernuy Osorio de Moscoso y Valda         | 1880-1899              |
| XIII                   | María del Carmen Martel y Arteaga                            | 1902-1937              |
| XIV                    | José María López de Carrizosa y Martel                       | 1943-1963              |
| XV                     | Gonzalo Fernández de Córdova y Topete                        | 1969-2015              |
| XVI                    | Gonzalo Fernández de Córdova y Delgado                       | 2016-                  |

## Historia de los marqueses de Valparaíso
- Francisco de Andía Irarrázabal y Zárate (Santiago de Chile, 1576-Madrid, 5 de octubre de 1659), I marqués de Valparaíso,[2] I vizconde de Santa Clara de Avedillo, título concedido por el rey Felipe IV. Era hijo de Francisco González de Andía Irrazábal, señor de las casas de Andía e Irrazábal y caballero de la Orden de Santiago, y de Lorenza de Zárate y Recalde.[3]

Casó en primeras nupcias el 26 de agosto de 1617 con Constanza de Vivero y Miranda (m. 30 de octubre de 1629). Contrajo un segundo matrimonio el 26 de agosto de 1647 con Blanca Enríquez de Toledo y Guzmán (m. 1699). Le sucedió su hijo del segundo matrimonio:
- Bernardo González de Andía-Irarrázabal y Enríquez de Toledo (m. 19 de marzo de 1672), II marqués de Valparaíso.[2]

Sin descendientes, Le sucedió su hermano:
- Sebastián González de Andía-Irarrázabal y Enríquez de Toledo (m. 20 de marzo de 1698), III marqués de Valparaíso,[2] gobernador de Ceuta y de Ciudad Rodrigo, miembro del Consejo de Guerra.

Contrajo un primer matrimonio el 25 de mayo de 1677 con Isabelle de Gand de Isenghien. Casó en segundas nupcias en 1680 con Lady Frances Howard de Norfolk. Le sucedió su hijo del segundo matrimonio:
- Bartolomé González de Andía-Irarrázabal y Howard (m. 27 de diciembre de 1734), IV marqués de Valparaíso, grande de España desde 1721,[2] y VI conde de Villaverde.

Soltero y sin descendientes. Le sucedió su sobrino:
- Juan José González de Andía-Irarrázabal y Salazar (m. 16 de enero de 1741), V marqués de Valparaíso, grande de España,[2] IV marqués de Villahermosa, V vizconde de Santa Clara de Avedillo y gobernador de Panamá y de Galicia.

Soltero y sin descendientes, le sucedió su primo:
- Cristóbal Valda y González de Andía-Irarrázabal (m. 9 de septiembre de 1760), VI marqués de Valparaíso, grande de España,[2] VI marqués de Villahermosa, III marqués de Busianos, VI vizconde de Santa Clara de Avedillo.

Casó el 24 de junio de 1730 con Antonia Carroz y Pardo de la Casta, hija de Gaspar Carroz de Calatayud, III conde de Cirat, barón de Agrés y de Sella, y de Teresa de Civerio Folch de Cardona. Le sucedió su hijo:
- Cristóbal Francisco Valda y Carroz (m. 14 de diciembre de 1800), VII marqués de Valparaíso, grande de España,[2] VII marqués de Villahermosa, IV marqués de Busianos, VIII vizconde de Santa Clara de Avedillo, teniente general, capitán de la Compañía Americana del Real Cuerpo de Guardia de Corps, caballero de la Orden de Santiago, gentilhombre de cámara del rey, Gran Cruz de Carlos III.[4]

Casó el 5 de agosto de 1750 con Joaquina Maldonado y Boil de la Scala, hija de Joaquín Antonio Maldonado, II conde de Villagonzalo, y de Josefa Boil de la Scala, hija del I marqués de la Scala. Le sucedió su hijo:
- José Joaquín Valda y Maldonado  (m. 8 de abril de 1826) , VIII marqués de Valparaíso, grande de España,[2] VIII marqués de Villahermosa, V marqués de Busianos, IX vizconde de Santa Clara de Avedillo, teniente general de los Reales Ejércitos, Gran Cruz de Carlos III.[5]

Casó con María Antonia Teijeiro-Valcárcel de Rocafull, IV marquesa de Albudeyte, hija de Luis Bernardo Teijeiro de Valcárcel y de Josefa Puigmarín de Rocafull, III marquesa de Albudeyte y V condesa de Montealegre. Le sucedió su hija:
- Ana Agapita Valda y Teijeiro de Valcárcel (1784-4 de marzo de 1854), IX marquesa de Valparaíso, grande de España,[2] V marquesa de Albudeyte,[6] marquesa de Villahermosa, VI marquesa de Busianos, VI condesa de Montealegre[5] y X vizcondesa de Santa Clara de Avedillo.

Casó con Francisco de Paula Bernuy y Valda, hijo del VI marqués de Benamejí, teniente general de los Reales Ejércitos, director del Real Cuerpo de Guardias de Corps, Gran Cruz de Carlos III y de Isabel la Católica. Le sucedió su hijo:
- José Eusebio de Bernuy y Valda (1804-Londres, 24 de abril de 1856), X marqués de Valparaíso, grande de España,[2] VI marqués de Albudeyte,[6] marqués de Villahermosa, marqués de Busianos, VII conde de Montealegre.[5]

Casó con María Antonia Osorio de Moscoso y Ponce de León (m. 1877), hija de Vicente Ferrer Isabel Osorio de Moscoso y Álvarez de Toledo, XI duque de Sanlúcar la Mayor, VII duque de Atrisco, IX duque de Medina de las Torres, XIV duque de Sessa, XIII duque de Soma, XII duque de Baena, XVI duque de Maqueda, etc. Le sucedió su hijo en 1857:
- Francisco de Paula de Bernuy Osorio de Moscoso (Madrid, 24 de enero de 1824-9 de agosto de 1873), XI marqués de Valparaíso, grande de España,[2] marqués de Villahermosa, VII marqués de Albudeyte,[6] VIII marqués de Busianos, VIII conde de Montealegre, gentilhombre de cámara del rey.[5]

Sin descendientes. A su muerte los títulos de marqués de Albudeyte y conde de Montealegre cayeron en desuso, hasta su rehabilitación por Alfonso XIII en 1910 y 1923, respectivamente. El  marquesado de Busianos lo cedió a su sobrina. En los demás, le sucedió su hermana por real carta del 18 de agosto de 1880:
- María del Carmen de Bernuy Osorio de Moscoso y Valda (Madrid, 10 de octubre de 1830-ibíd., 7 de noviembre de 1899), XII marquesa de Valparaíso, grande de España,[2][5] marquesa de Villahermosa.

Contrajo matrimonio, el 8 de junio de 1872, con José de León y Molina, marqués de Villafuerte (m. 13 de enero de 1901). Sin descendencia, le sucedió su sobrina por real carta de 3 de octubre de 1903:

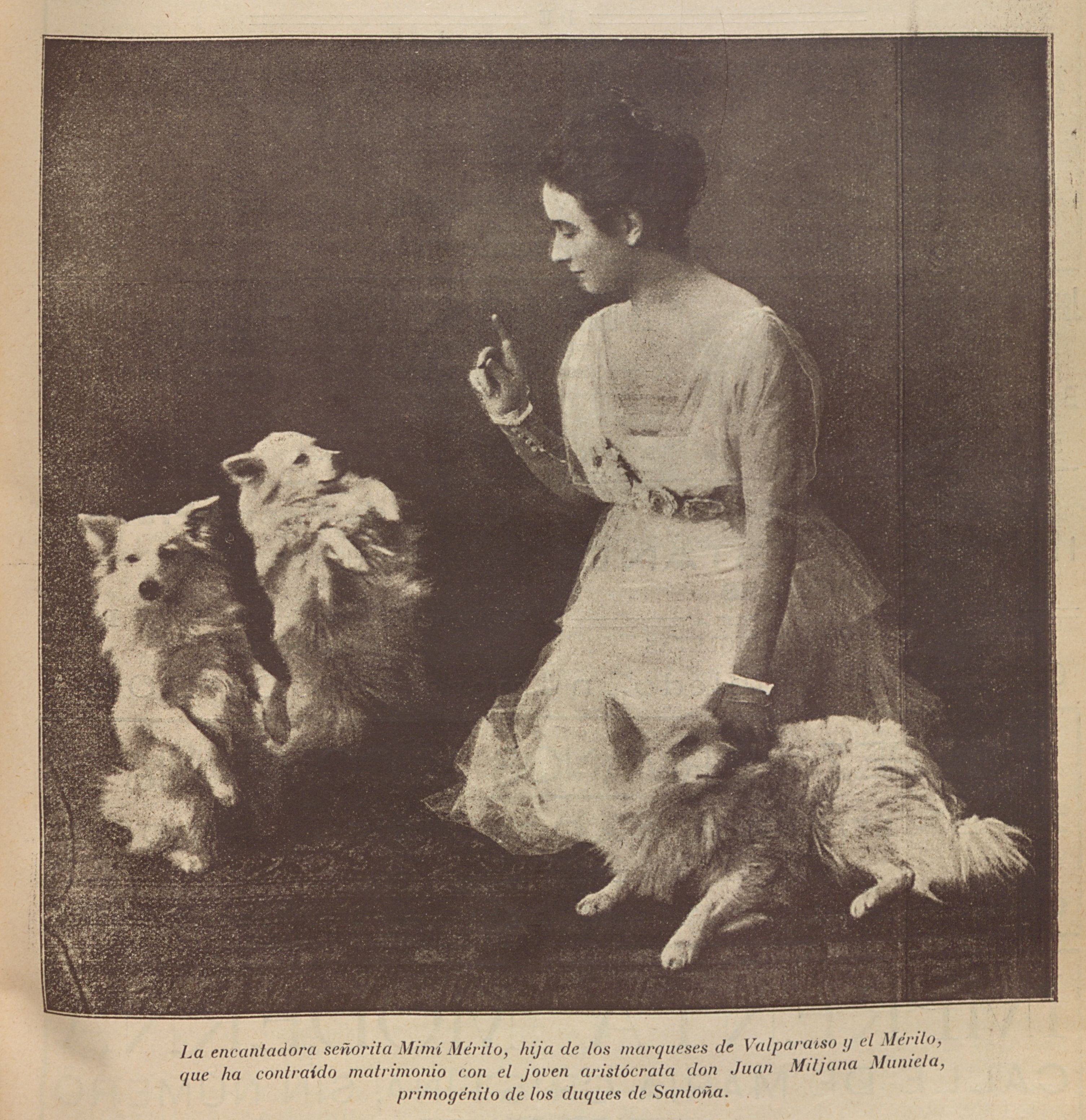
Mimí Mérito, hija de los marqueses de Valparaiso y el Mérito

- María del Carmen Martel y Arteaga (Córdoba, 27 de marzo de 1871-Jerez de la Frontera, 17 de abril de 1937),[13] XIII marquesa de Valparaíso, grande de España,[2] dama de la reina Victoria Eugenia de España y dama de la Orden de María Luisa y Gran Cruz de la Orden de la Beneficencia.[14]

Contrajo matrimonio en Córdoba el 1 de noviembre de 1891 con José María López de Carrizosa y Garvey, II marqués del Mérito (m. 21 de octubre de 1927). Le sucedió su hijo en 1943:
- José María López de Carrizosa y Martel (Córdoba, 1 de septiembre de 1895-2 de julio de 1963), XIV marqués de Valparaíso, grande de España,[2] III marqués del Mérito, maestrante de Sevilla, gentilhombre de cámara con ejercicio y servidumbre.

Casó en primeras nupcias, el 1 de junio de 1929, con Elena Beatriz Patiño y Rodríguez. Contrajo un segundo matrimonio con Graciela Abril y Olivera (m. 12 de noviembre de 2001). Le sucedió:
- Gonzalo Fernández de Córdova y Topete (Sevilla, 10 de noviembre de 1917-Jerez de la Frontera, 27 de mayo de 2015), XV marqués de Valparaíso, grande de España,[15] VIII marqués de Grañina, maestrante de Sevilla, caballero del Real Estamento Militar del Principado de Gerona, comandante de artillería. Su esposa era la dueña del cortijo donde se produjo el crimen de Los Galindos.[16]

Casó el 1 de marzo de 1954 con María de las Mercedes Delgado y Durán, (1934-2019) hija de Manuel Delgado y Jiménez y de María Durán y Lázaro. Le sucedió su hijo:
- Gonzalo Fernández de Córdova y Delgado, XVI marqués de Valparaíso, grande de España.[17]